# Водяная циветта
Водяная циветта (лат. Genetta piscivora) — хищное животное семейства виверровых.
Эндемик Демократической Республики Конго, где неравномерно распределен от правого берега реки Конго на восток до Великой рифтовой долины. Обитает на высоте 460—1500 м над уровнем моря. Считаются одними из самых редких африканских хищников, известный только примерно по 30 музейным образцам. Почти все образцы были получены от местных охотников. Зверьки попали в их ловушки, которые обычно ставят на тропы вблизи малых рек. Рыбоядный вид, житель влажного тропического леса, где преобладают деревья рода Gilbertiodendron.
Основные угрозы для вида не выявлены. На них охотятся ради мяса пигмеи бамбути; это мясо является табу для всех, кроме старейшин. Неизвестно, существуют ли серьезные угрозы для их среды обитания. Имеет полную защиту, обеспеченную постановлением правительства страны. Встречаются в заповеднике Окапи.